# Motor Ford I4 DOHC
El motor Ford I4 DOHC es un motor de combustión interna de cuatro cilindros en línea con doble árbol de levas, producido por Ford Motor Company en la planta de Dagenham. Inicialmente estaba disponible como 1998 cm³ (2 L; 121,9 plg³) de 8 válvulas y, más tarde, con versiones de 1998 a 2295 cm³ (2 a 2,3 L) (121,9 a 140 plg³) de 16 válvulas desde 1989 hasta el final de la producción del Ford Galaxy MK2 en 2006. Equipó a varios modelos de Ford durante este tiempo, pero era sobre todo conocido en las variantes con motor "Twin Cam" del Ford Sierra y del Ford Scorpio, ambos con tracción trasera. A pesar de ser construido para los modelos con tracción trasera más grandes de la compañía, también se empleó el motor en el Galaxy de tracción delantera y en el Ford Escort RS Cosworth. 

## Historia
El I4 se diseñó originalmente para reemplazar al motor Pinto 2.0 L OHC, cuyos derivados habían equipado la mayoría de los automóviles con tracción trasera de cuatro cilindros de Ford desde principios de la década de 1970, que por entonces estaba rezagado con respecto a la competencia en términos de potencia, eficiencia y refinamiento. Equipado con una culata de doble árbol de levas de nuevo diseño, pero todavía con solamente ocho válvulas y una relación diámetro/carrera "cuadrada" de 86 x 86 mm (3,39 x 3,39 pulgadas), el nuevo I4 se lanzó en el Sierra y en el Scorpio, acoplado a la también nueva transmisión manual de cinco velocidades MT-75 totalmente sincronizada o la automática de cuatro velocidades A4LD existente. El motor recibió críticas mixtas, siendo visto como una mejora con respecto al Pinto, pero no el salto hacia adelante que se podría haber esperado.

## Instalación transversal

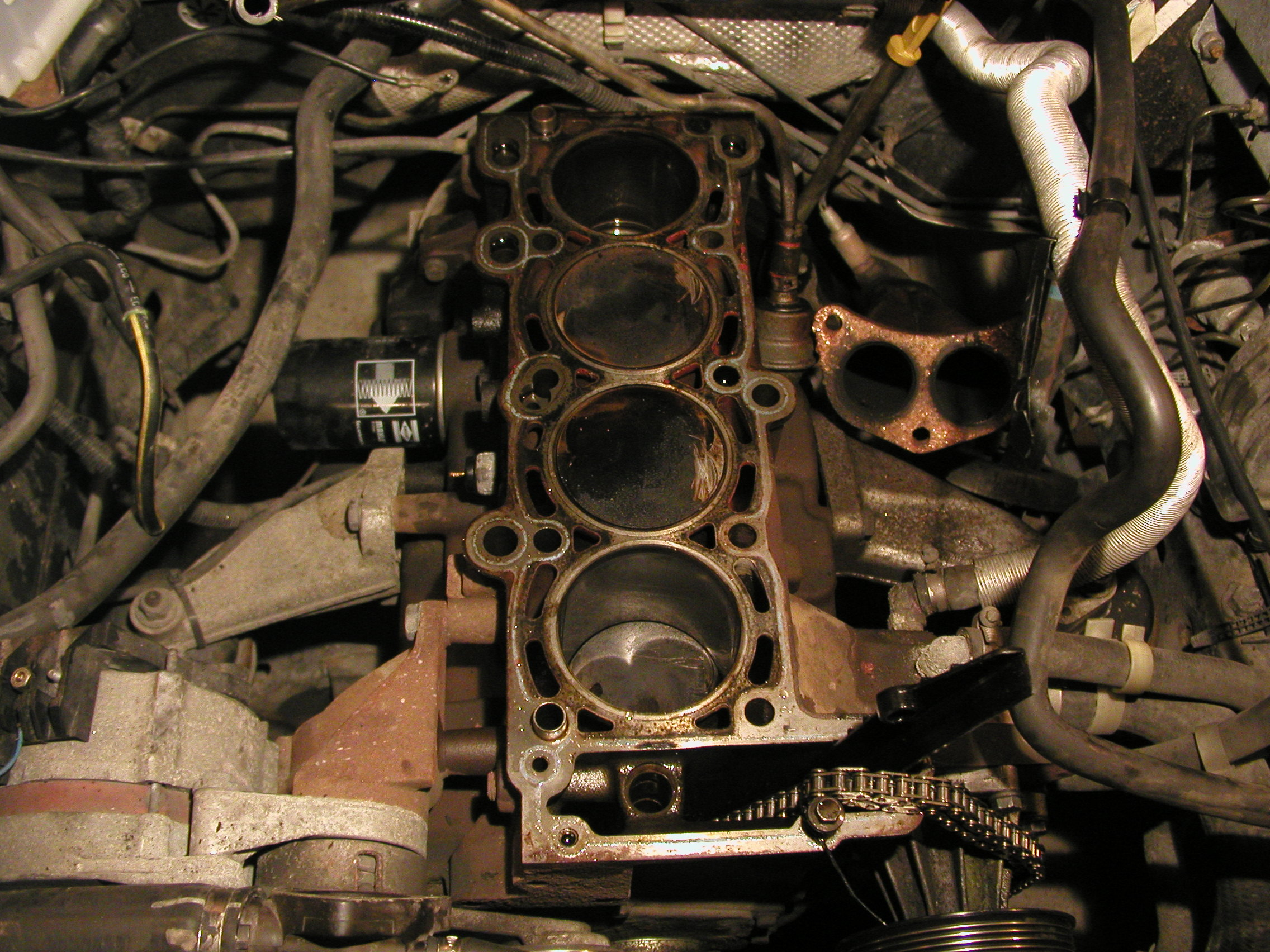
El bloque del motor con la culata retirada.

Aunque con tracción delantera y ya equipado por una gama separada de motores, el Escort recibió la siguiente gran realización del I4. En 1990, el Escort MkV había recibido críticas de prensa decepcionantes, ya que Ford buscaba mejorar su imagen en este sector del mercado críticamente importante, para competir en las ventas contra sus rivales Vauxhall y Volkswagen, a las que les estaba yendo muy bien con las versiones GTE/GTI de sus modelos convencionales.
La estrategia de Ford fue introducir dos versiones de alto rendimiento del Escort para competir en el mercado de los hot hatch, utilizando las reconocidas insignias XR3i y RS2000. El motor Zetec que se estaba desarrollando para el nuevo Mondeo, todavía necesitaba un año más de trabajo, por lo que en lugar de esperar a que el nuevo motor estuviera disponible, se optó por usar el I4 con una nueva culata multiválvulas y escape tubular, para montarlo transversalmente en un vehículo con tracción en las cuatro ruedas. Designado N7A, los críticos remarcaron su similitud tanto en prestaciones como en la apariencia con el Astra GTE C20XE, ampliamente considerado  como el mejor motor de un hot hatch de la época.
Con el final de la producción del Sierra en 1993 y del RS2000 en 1996, el I4 continuó usándose en el Galaxy MPV lanzado en 1995. En ese momento, apareció una versión de 2295 cm³ (2,3 L; 140 plg³) de carrera más larga en una versión de 16 válvulas, que convivió con el 2.0 original que todavía estaba disponible en las versiones de 8 y 16 válvulas. El de 2295 cm³ (2,3 L; 140 plg³) también estuvo disponible en el Scorpio y en la Transit. El I4 siguió siendo la principal unidad de gasolina del Galaxy original hasta su rediseño de 2006.[cita requerida]

## Especificaciones del motor 8V

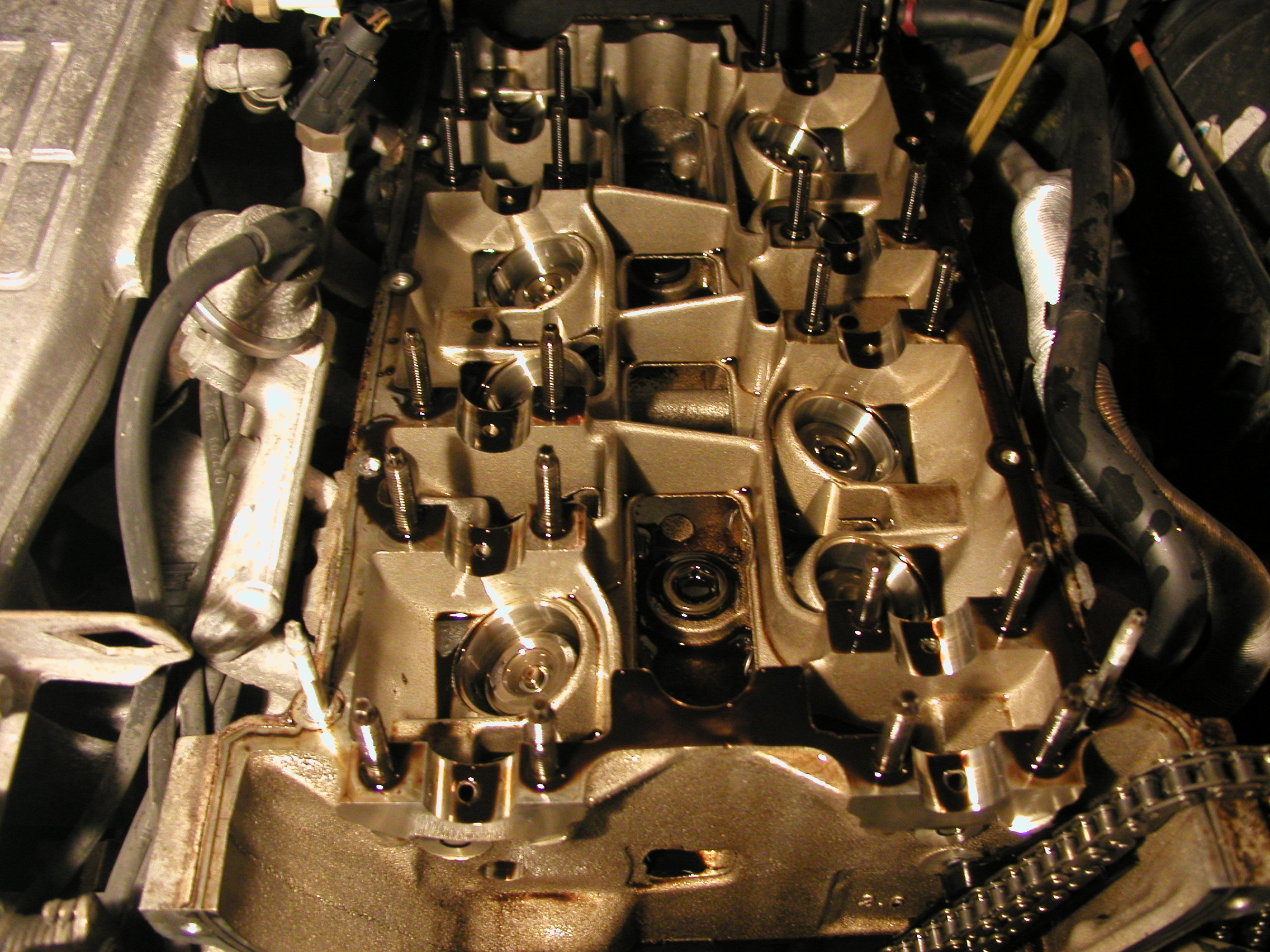
Culata sin accionamiento de leva o elevadores de válvula.

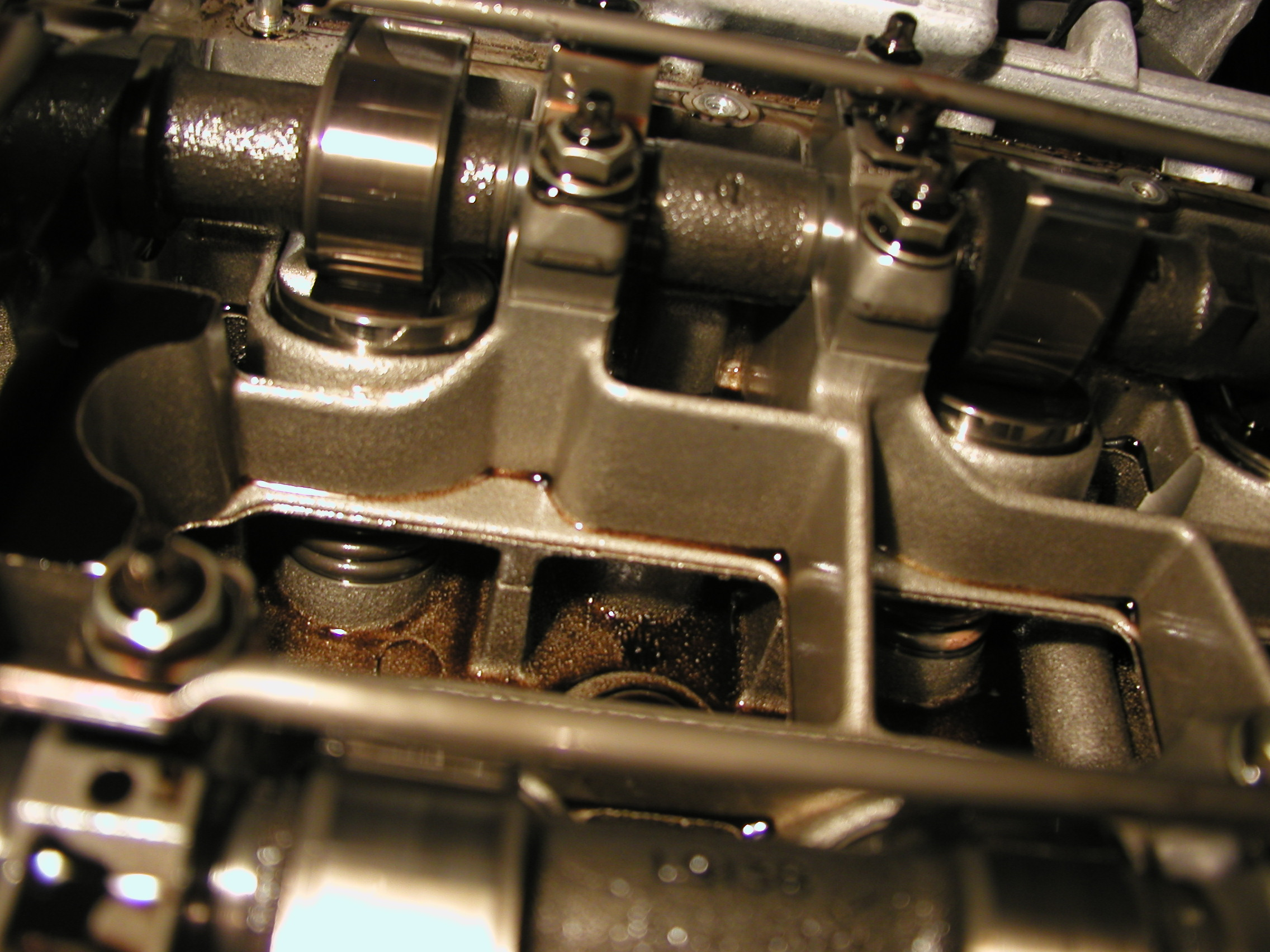
Primer plano del perfil de la leva y el elevador de la válvula.

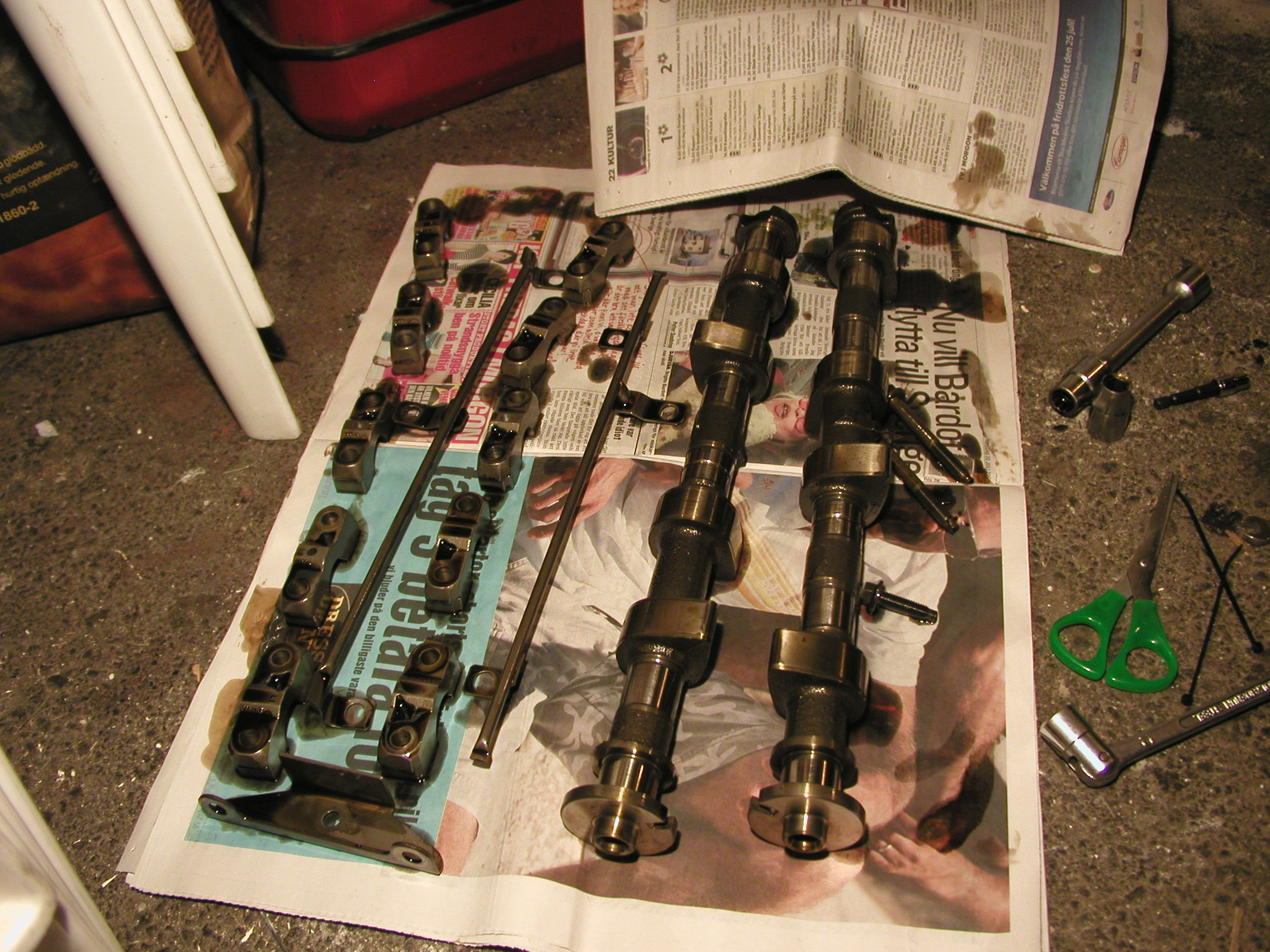
Los árboles de levas desmontados del motor.

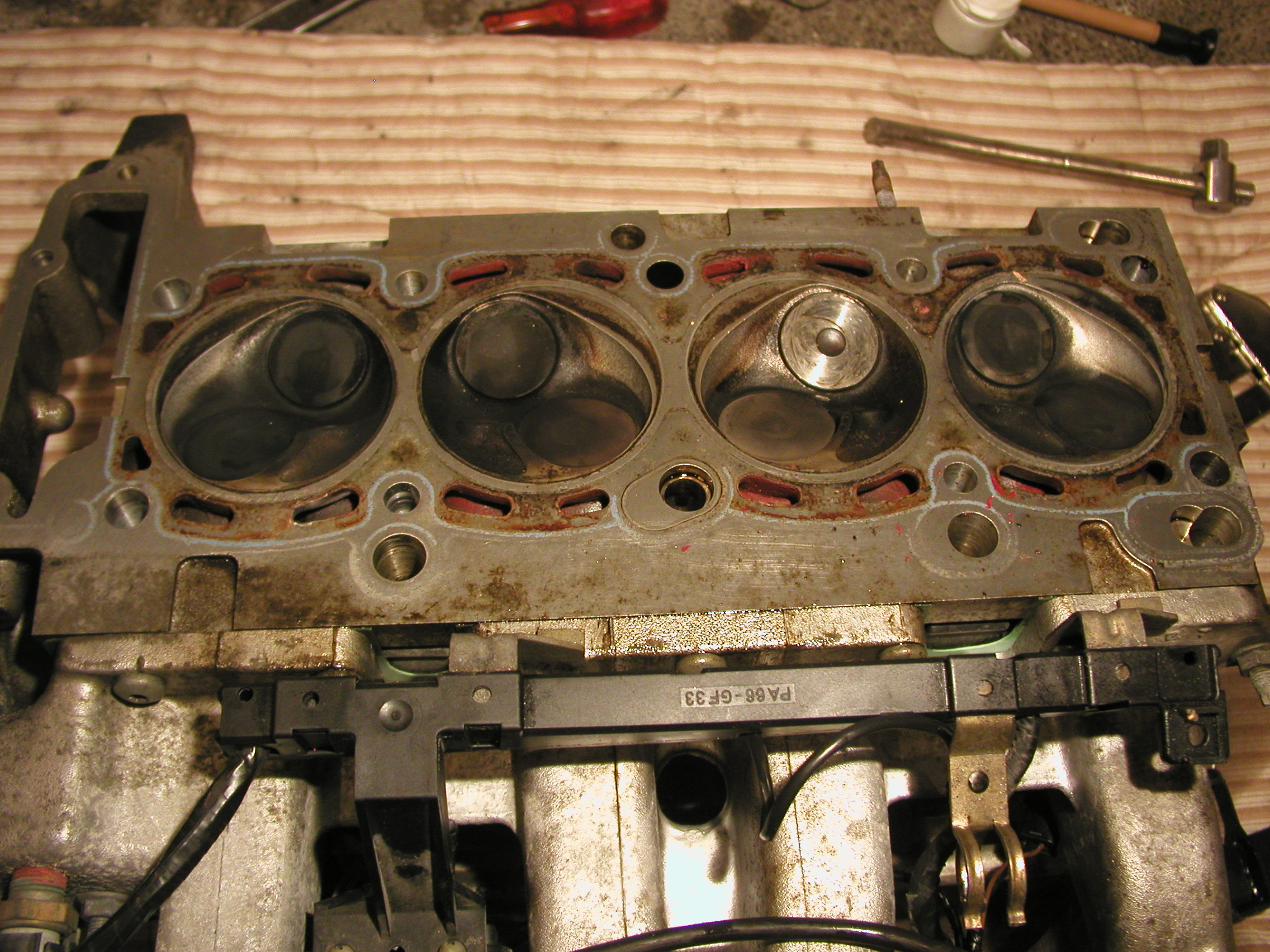
La culata, vista desde su lado inferior.

- Dos válvulas por cilindro con elevadores hidráulicos.
- Dobles árboles de levas accionados por cadena de distribución
- Carrera y diámetro ambos de 86 x 86 mm (3,39 x 3,39 pulgadas)
- Compresión de 10.3:1 (en las versiones posteriores del 8V DOHC se rebajó a 9.8:1)
- Cinco cojinetes principales del cigüeñal

### N8A
- Carburador
- Potencia: 107 HP (108 CV; 80 kW) a las 5600 rpm
- Par máximo: 180 N·m (133 lb·pie) a las 3000 rpm
- Línea roja: 6050 rpm

### N9A
- Inyección electrónica de combustible por lotes
- Potencia: 123 HP (125 CV; 92 kW) a las 5500 rpm
- Par máximo: 174 N·m (128 lb·pie) a las 2500 rpm
- Línea roja: 5950 rpm[1]

### N9C/N9E/NSE/N9D
- Inyección electrónica de combustible multipunto por lotes
- Convertidor catalítico
- Potencia: 118 HP (120 CV; 88 kW) a las 5500 rpm
- Par máximo: 171 N·m (126 lb·pie) a las 2500 rpm
- Línea roja: 5950 rpm

## Motores de 16 válvulas

### N7A
- Cilindrada: 1998 cm³ (2 L; 121,9 plg³)
- Diámetro x carrera: 86 x 86 mm (3,39 x 3,39 pulgadas)
- Compresión: 10.3:1
- Distribución: DOHC accionado por cadena. 16 válvulas. Taqués hidráulicos.
- Sistema de combustible: inyección de combustible multipunto controlada por EEC-IV
- Potencia: 150 HP (152 CV; 112 kW) a las 6000 rpm
- Par máximo: 190 N·m (140 lb·pie) a las 4500 rpm

### N3A
- Cilindrada: 1998 cm³ (2 L; 121,9 plg³)
- Diámetro x carrera: 86 x 86 mm (3,39 x 3,39 pulgadas)
- Compresión: 9.8:1
- Distribución: DOHC accionado por cadena con 16 válvulas y taqués hidráulicos.
- Sistema de combustible: inyección de combustible multipunto controlada por EEC-V
- Potencia: 136 HP (138 CV; 101 kW) a 6300 rpm
- Par máximo: 175 N·m (129 lb·pie) a las 4200 rpm

### Y5A/Y5B
- Cilindrada: 2295 cm³ (2,3 L; 140 plg³)
- Diámetro x carrera: 89,6 x 91 mm (3,53 x 3,58 plg)
- Compresión: 10.0:1
- Distribución: DOHC accionado por cadena con 16 válvulas y taqués hidráulicos.
- Sistema de combustible: inyección de combustible multipunto controlada por EEC-V
- Potencia: 145 HP (147 CV; 108 kW) a las 5600 rpm
- Par máximo: 210 N·m (155 lb·pie) a las 4500 rpm[cita requerida]